# Sara Córdoba
Sara Kamila Córdoba Gaviria (Medellín, Colombia; 12 de junio de 1998) es una futbolista colombiana. Juega como delantera y su equipo actual es el Atlético Nacional de la Liga Profesional Femenina de Fútbol de Colombia.
Mariana participó con América en la Copa Libertadores Femenina 2022 anotando su primer gol internacional ante Palmeiras.

## Clubes
| Club                   | País     | Año           |
| ---------------------- | -------- | ------------- |
| C. D. Formas Íntimas   | Colombia | 2014 - 2018   |
| Independiente Medellín | Colombia | 2019 - 2020   |
| Independiente Santa Fe | Colombia | 2020-2021     |
| Independiente Medellín | Colombia | 2022          |
| Alianza Lima           | Perú     | 2022          |
| Atlético Nacional      | Colombia | 2023-presente |

## Estadísticas

### Clubes
Actualizado hasta el 13 de abril de 2024.
| Club                              | Div.          | Temporada     | Liga  | Liga  | Copas        | Copas        | Internacional | Internacional | Total | Total |
| Club                              | Div.          | Temporada     | Part. | Goles | Part.        | Goles        | Part.         | Goles         | Part. | Goles |
| --------------------------------- | ------------- | ------------- | ----- | ----- | ------------ | ------------ | ------------- | ------------- | ----- | ----- |
| Independiente Santa Fe · Colombia | 1.ª           | 2021          | 7     | 0     | Inexistentes | Inexistentes | 1             | 0             | 8     | 0     |
| Independiente Santa Fe · Colombia | Total club    | Total club    | 7     | 0     | 0            | 0            | 1             | 0             | 8     | 0     |
| Independiente Medellín · Colombia | 1.ª           | 2022          | 11    | 3     | Inexistentes | Inexistentes | 1             | 0             | 12    | 3     |
| Independiente Medellín · Colombia | Total club    | Total club    | 11    | 3     | 0            | 0            | 1             | 0             | 12    | 3     |
| Alianza Lima · Perú               | 1.ª           | 2022          | ?     | ?     | Inexistentes | Inexistentes | 3             | 0             | 3     | 0     |
| Alianza Lima · Perú               | Total club    | Total club    | 0     | 0     | 0            | 0            | 3             | 0             | 3     | 0     |
| Atlético Nacional · Colombia      | 1.ª           | 2023          | 18    | 7     | Inexistentes | Inexistentes | 6             | 1             | 24    | 8     |
| Atlético Nacional · Colombia      | 1.ª           | 2024          | 13    | 3     | 0            | 0            | 0             | 0             | 13    | 3     |
| Atlético Nacional · Colombia      | Total club    | Total club    | 31    | 10    | 0            | 0            | 6             | 1             | 37    | 11    |
| Total carrera                     | Total carrera | Total carrera | 49    | 13    | 0            | 0            | 11            | 1             | 60    | 14    |

## Palmarés

### Títulos nacionales
| Título                       | Club                   | País     | Año  |
| ---------------------------- | ---------------------- | -------- | ---- |
| Liga Profesional de Colombia | Independiente Santa Fe | Colombia | 2020 |